# تاريخ تسكانة

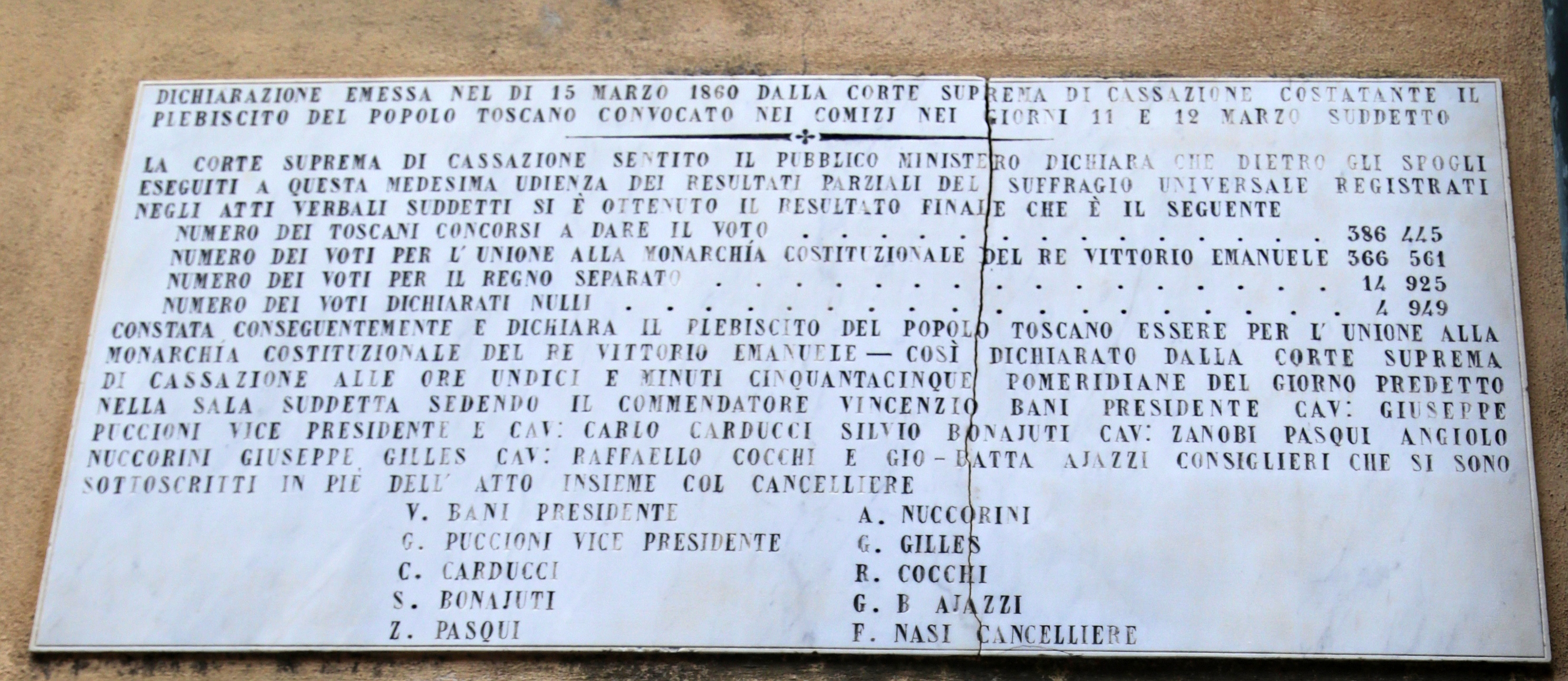
لوحة تذكارية لضم تسكانة إلى مملكة إيطاليا في استفتاء مارس 1860

سميت تسكانة بهذا الاسم تيمنًا بسكانها ما قبل الروم، الإتروريون. حكمتها روما لقرون عديدة. شهدت في العصور الوسطى غزوات كثيرة ولكنها في عصر النهضة ساعدت في قيادة أوروبا مرة أخرى إلى الحضارة. في وقت لاحق، تشكلت فيها الدوقية الكبرى. غزاها نابليون في أواخر القرن الثامن عشر وأصبحت جزءًا من المملكة الإيطالية في القرن التاسع عشر.